# ليه موس
ليه موس (بالإنجليزية: Les Moss) هو لاعب كرة قاعدة أمريكي، ولد في 14 مايو 1925 في تلسا في الولايات المتحدة، وتوفي في 29 أغسطس 2012 في لونغوود في الولايات المتحدة.

## وصلات خارجية
- ليه موس على موقعبيزبول رفرنس.كوم (الدوري الرئيسي) (الإنجليزية)
- ليه موس على موقعبيزبول رفرنس.كوم (الدوري الثانوي) (الإنجليزية)
- ليه موس على موقع جمعية أبحاث البيسبول الأمريكية (الإنجليزية)